# NGC 352
NGC 352 es una galaxia espiral barrada de la constelación de Cetus.
Fue descubierta el 20 de septiembre de 1784 por el astrónomo William Herschel.